# 2060
Năm 2060. Trong lịch Gregory, nó sẽ là năm thứ 2060 của Công nguyên hay của Anno Domini; năm thứ 60 của thiên niên kỷ thứ 3 và của thế kỷ 21; và năm đầu tiên của thập niên 2060.